# Klasov
Klasov és un poble i municipi d'Eslovàquia que es troba a la regió de Nitra, al sud-oest del país. Compta amb una població de 1420 habitants (2022).

## Història
El poble ha estat habitant des de l'edat de ferro. La primera menció escrita de la vila es remunta al 1156. Després de l'edat mitjana els turcs envaïren la població. El 1865 la població patí una epidèmia de còlera i el 1879 i el 1903 hi hagué grans incendis. Segons el cens del 1910 hi vivien 807 persones (hongaresos majoritàriament). Fins al 1919 la ciutat va pertànyer a Nitra, a l'aleshores Txecoslovàquia. Després de la Segona Guerra Mundial, els hongaresos perderen els seus drets segons els Decrets de Beneš.

## Demografia
| Godina             | 1994 | 2004    | 2014   | 2024   |
| ------------------ | ---- | ------- | ------ | ------ |
| Nombre de persones | 1919 | 1214    | 1318   | 1428   |
| Diferència         |      | −36,73% | +8,56% | +8,34% |

| Godina             | 2023 | 2024   |
| ------------------ | ---- | ------ |
| Nombre de persones | 1429 | 1428   |
| Diferència         |      | −0,06% |